# Marea Moschee din Kano
Marea Moschee din Kano este o moschee din orașul Kano, Nigeria. Este cel mai cunoscut monument al orașului și una dintre cele mai mari moschei din Nigeria.

## Istorie
Moscheea a fost construită pentru prima dată în secolul al XV-lea, în timpul domniei lui Muhammad Rumfa (1463-1499), sultanul din Kano. Realizată inițial din argilă, aceasta a fost una dintre primele moschei în stil sudano-sahelian de pe teritoriul Nigeriei. Construcția ei a fost rezultatul unor influențe islamice venite prin intermediul contactelor comerciale dintre Imperiul Songhai și orașele etnicilor hausa.
În anul 1582, Muhammad Zaki (1582-1618) a dărâmat moscheea și a reconstruit-o mutându-i locația pe terenul unde se află în prezent. Edificiul a fost din nou reconstruit în timpul emirului Abdullah Dabo (1855-1883). După ce a fost distrusă în anul 1950, moscheea a fost reconstruită cu materiale moderne, străine arhitecturii tradiționale. Construcția a fost sponsorizată de către guvernul britanic ca un gest de prietenie și de apreciere a rolului pe care l-a jucat Nigeria în timpul Celui De-Al Doilea Război Mondial (1939-1945).
Marea Moschee din Kano este un edificu important al orașului Kano și găzduiește o importantă școală de învățământ islamic. În anul 2014, pe data de 28 noiembrie, a avut loc un atentat în moschee ce s-a soldat în total cu aproximativ 160 de morți și 260 de răniți. Atentatul ar fi  fost comis de către gruparea teroristă Boko Haram ce l-au acuzat pe emirul orașului, Muhammad Sanusi al II-lea, că s-a îndepărtat de învățăturile islamice.